# Estornell de Salvadori
L'estornell de Salvadori (Onychognathus salvadorii) és una espècie d'ocell de la família dels estúrnids (Sturnidae). Es troba a Etiòpia, Kenya, Somàlia i Uganda. Habita els roquissars i els matollars secs. el seu estat de conservació es considera de risc mínim.
El nom específic de Salvadori fa referència al zoòleg italià Tommaso Salvadori (1835-1923).